# Parapliohip
El parapliohip (Parapliohippus carrizoensis) és una espècie extinta de mamífer perissodàctil de la família dels èquids que visqué a Nord-amèrica durant el Miocè, fa entre 13,6 i 20,4 milions d'anys. Se n'han trobat restes fòssils a Califòrnia i Nevada (Estats Units). Es tracta de l'única espècie del gènere Parapliohippus. Es distingeix dels altres equins per 25 caràcters cranials, dentals i de les extremitats. En un primer moment, fou descrit com a espècie del gènere Merychippus. El nom genèric Parapliohippus significa 'al costat de Pliohippus'.